# Arrondissement municipali di Parigi

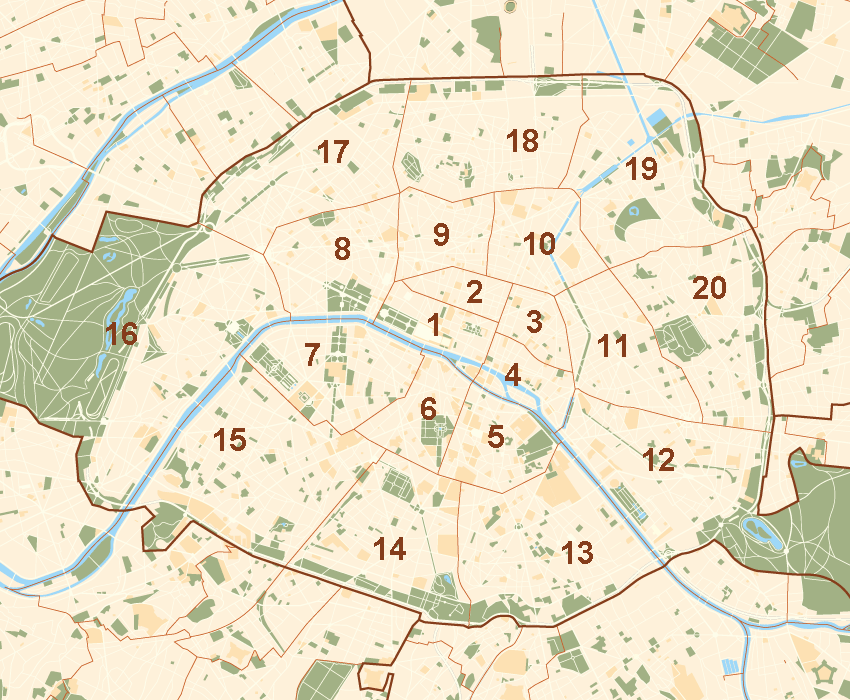
Schema di Parigi suddivisa nei suoi 20 arrondissement.

Gli arrondissement municipali di Parigi sono una divisione amministrativa che divide il territorio del comune/dipartimento di Parigi in 20 circondari (arrondissement in francese) municipali.
A livello nazionale gli arrondissement municipali parigini sono considerati, sia dal punto di vista statistico che amministrativo, alla stregua di cantoni.
Gli arrondissement odierni furono creati nel 1860, dopo un nuovo ingrandimento della città realizzato da Haussmann.
Gli arrondissement municipali, presenti in Francia anche a Lione e Marsiglia, non devono essere confusi con gli arrondissement dipartimentali, presenti sul resto del territorio e che sono un altro grado di divisione amministrativa.

## Amministrazione
Ogni arrondissement è gestito da un consiglio, con funzioni assimilabili a quelle di un consiglio municipale, ma con attribuzioni di poteri ridotte. Dal 2020, i primi quattro arrondissement sono stati riuniti in un settore unico. 
In conformità con la legge PML, i suoi membri sono eletti al momento delle elezioni comunali, secondo la stessa procedura dei comuni con più di 3 500 abitanti. I primi eletti di ogni lista (consiglieri di Parigi), siedono anche nel Consiglio di Parigi, i successivi (consiglieri di arrondissement) solo nel consiglio di arrondissement.
Alla sua prima riunione, ogni consiglio di arrondissement elegge il suo sindaco di arrondissement. Gli arrondissement municipali, così come i dipartimentali, non hanno lo status di collettività territoriali.

## Demografia
La numerazione degli arrondissement è attribuita secondo una spirale che parte dal centro della città (I arrondissement) che ruota in senso orario. Il numero e il nome attuale degli arrondissement sono stabiliti rispettivamente dagli articoli L. 2511-3 e R. 2512-16 del Codice generale delle collettività territoriali. I toponimi risalgono al decreto imperiale del 31 ottobre 1859, nel quale al X arrondissement veniva attribuito il nome, ora perduto, di "Enclos-Saint-Laurent" (oggi divenuto "Entrepôt").  Queste denominazioni amministrative non sono correntemente usate nella vita quotidiana.
| Arr.              | Nome                | Superficie (ha) | Popolazione (municipale per il 2010 e 2015) | Popolazione (municipale per il 2010 e 2015) | Popolazione (municipale per il 2010 e 2015) | Popolazione (municipale per il 2010 e 2015) | Popolazione (municipale per il 2010 e 2015) | Popolazione (municipale per il 2010 e 2015) | Popolazione (municipale per il 2010 e 2015) | Densità di popolazione (Abitanti/km2) | Densità di popolazione (Abitanti/km2) | Densità di popolazione (Abitanti/km2) | Densità di popolazione (Abitanti/km2) | Densità di popolazione (Abitanti/km2) | Densità di popolazione (Abitanti/km2) | Densità di popolazione (Abitanti/km2) |
| Arr.              | Nome                | Superficie (ha) | 1872                                        | 1954                                        | 1999                                        | 2006                                        | 2010                                        | 2015                                        | 2017                                        | 1872                                  | 1954                                  | 1999                                  | 2006                                  | 2010                                  | 2015                                  | 2017                                  |
| ----------------- | ------------------- | --------------- | ------------------------------------------- | ------------------------------------------- | ------------------------------------------- | ------------------------------------------- | ------------------------------------------- | ------------------------------------------- | ------------------------------------------- | ------------------------------------- | ------------------------------------- | ------------------------------------- | ------------------------------------- | ------------------------------------- | ------------------------------------- | ------------------------------------- |
| I                 | Louvre              | 183             | 74 286                                      | 38 926                                      | 16 888                                      | 17 745                                      | 17 308                                      | 16 545                                      | 16 395                                      | 40 593                                | 21 271                                | 9 228                                 | 9 697                                 | 9 458                                 | 9 041                                 | 8 959                                 |
| II                | Bourse              | 99              | 73 578                                      | 43 857                                      | 19 585                                      | 21 259                                      | 23 009                                      | 20 796                                      | 21 042                                      | 74 321                                | 44 300                                | 19 783                                | 21 474                                | 23 241                                | 21 006                                | 21 255                                |
| III               | Temple              | 117             | 89 687                                      | 65 312                                      | 34 248                                      | 34 721                                      | 35 652                                      | 35 049                                      | 34 389                                      | 76 656                                | 55 822                                | 29 272                                | 29 676                                | 30 472                                | 29 956                                | 29 392                                |
| IV                | Hôtel-de-Ville      | 160             | 95 003                                      | 66 621                                      | 30 675                                      | 28 268                                      | 28 012                                      | 27 146                                      | 28 370                                      | 59 377                                | 41 638                                | 19 172                                | 17 668                                | 17 508                                | 16 966                                | 17 731                                |
| V                 | Panthéon            | 254             | 96 689                                      | 106 443                                     | 58 849                                      | 61 475                                      | 60 938                                      | 59 333                                      | 59 631                                      | 38 067                                | 41 907                                | 23 169                                | 24 203                                | 23 991                                | 23 359                                | 23 477                                |
| VI                | Luxembourg          | 215             | 90 288                                      | 88 200                                      | 44 919                                      | 45 278                                      | 43 451                                      | 42 428                                      | 41 976                                      | 41 994                                | 41 023                                | 20 893                                | 21 060                                | 20 210                                | 19 734                                | 19 524                                |
| VII               | Palais-Bourbon      | 409             | 78 553                                      | 104 412                                     | 56 985                                      | 56 612                                      | 57 974                                      | 54 133                                      | 52 193                                      | 19 206                                | 25 529                                | 13 933                                | 13 842                                | 14 175                                | 13 235                                | 12 761                                |
| VIII              | Élysée              | 388             | 75 796                                      | 80 827                                      | 39 314                                      | 39 088                                      | 41 280                                      | 36 694                                      | 37 367                                      | 19 535                                | 20 832                                | 10 132                                | 10 074                                | 10 639                                | 9 457                                 | 9 631                                 |
| IX                | Opéra               | 218             | 103 767                                     | 102 287                                     | 55 838                                      | 58 497                                      | 60 139                                      | 59 408                                      | 60 071                                      | 47 600                                | 46 921                                | 25 614                                | 26 833                                | 27 587                                | 27 251                                | 27 556                                |
| X                 | Entrepôt            | 289             | 135 392                                     | 129 179                                     | 89 612                                      | 92 082                                      | 95 394                                      | 91 770                                      | 90 836                                      | 46 848                                | 44 699                                | 31 008                                | 31 862                                | 33 008                                | 31 754                                | 31 431                                |
| XI                | Popincourt          | 367             | 167 393                                     | 200 440                                     | 149 102                                     | 152 436                                     | 153 202                                     | 149 834                                     | 147 470                                     | 45 611                                | 54 616                                | 40 627                                | 41 536                                | 41 744                                | 40 827                                | 40 183                                |
| XII               | Reuilly             | 637             | 87 678                                      | 158 437                                     | 136 591                                     | 141 519                                     | 144 262                                     | 142 340                                     | 141 287                                     | 13 764                                | 24 872                                | 21 443                                | 22 216                                | 22 647                                | 22 345                                | 22 180                                |
| XIII              | Gobelins            | 715             | 69 431                                      | 165 620                                     | 171 533                                     | 178 716                                     | 181 532                                     | 183 216                                     | 183 399                                     | 9 711                                 | 23 164                                | 23 991                                | 24 995                                | 25 389                                | 25 625                                | 25 650                                |
| XIV               | Observatoire        | 564             | 69 611                                      | 181 414                                     | 132 844                                     | 134 370                                     | 138 299                                     | 139 992                                     | 136 941                                     | 12 342                                | 32 166                                | 23 554                                | 23 824                                | 24 521                                | 24 821                                | 24 280                                |
| XV                | Vaugirard           | 848             | 75 449                                      | 250 124                                     | 225 362                                     | 232 949                                     | 236 715                                     | 234 994                                     | 235 178                                     | 8 897                                 | 29 496                                | 26 576                                | 27 470                                | 27 915                                | 27 712                                | 27 733                                |
| XVI               | Passy               | 791             | 43 332                                      | 214 042                                     | 161 773                                     | 153 920                                     | 171 124                                     | 165 487                                     | 168 554                                     | 5 478                                 | 27 060                                | 20 452                                | 19 459                                | 21 634                                | 20 921                                | 21 309                                |
| XVII              | Batignolles-Monceau | 567             | 101 804                                     | 231 987                                     | 160 860                                     | 161 327                                     | 169 325                                     | 168 533                                     | 168 737                                     | 17 955                                | 40 915                                | 28 370                                | 28 453                                | 29 863                                | 29 724                                | 29 760                                |
| XVIII             | Buttes-Montmartre   | 601             | 138 109                                     | 266 825                                     | 184 586                                     | 190 854                                     | 202 685                                     | 197 580                                     | 196 131                                     | 22 980                                | 44 397                                | 30 713                                | 31 756                                | 33 725                                | 32 875                                | 32 634                                |
| XIX               | Buttes-Chaumont     | 679             | 93 174                                      | 155 028                                     | 172 730                                     | 186 180                                     | 186 652                                     | 185 654                                     | 188 066                                     | 13 722                                | 22 832                                | 25 439                                | 27 420                                | 27 489                                | 27 342                                | 27 697                                |
| XX                | Ménilmontant        | 598             | 92 772                                      | 200 208                                     | 182 952                                     | 193 205                                     | 196 880                                     | 195 556                                     | 196 739                                     | 15 514                                | 33 480                                | 30 594                                | 32 309                                | 32 923                                | 32 702                                | 32 899                                |
| Bois de Boulogne  | Bois de Boulogne    | 846             |                                             |                                             |                                             |                                             |                                             |                                             |                                             |                                       |                                       |                                       |                                       |                                       |                                       |                                       |
| Bois de Vincennes | Bois de Vincennes   | 995             |                                             |                                             |                                             |                                             |                                             |                                             |                                             |                                       |                                       |                                       |                                       |                                       |                                       |                                       |
| Parigi            | Parigi              | 10 540          | 1 851 792                                   | 2 850 189                                   | 2 125 246                                   | 2 181 371                                   | 2 243 833                                   | 2 206 488                                   | 2 204 772                                   |                                       |                                       |                                       |                                       |                                       |                                       |                                       |

## Loghi

Paris Centre (arrondissement I, II, III e IV)
V arrondissement
VI arrondissement
VII arrondissement
VIII arrondissement
IX arrondissement
X arrondissement
XI arrondissement
XII arrondissement
XIII arrondissement
XIV arrondissement
XV arrondissement
XVI arrondissement
XVII arrondissement
XVIII arrondissement
XIX arrondissement
XX arrondissement

## Storia

### Prima del 1860

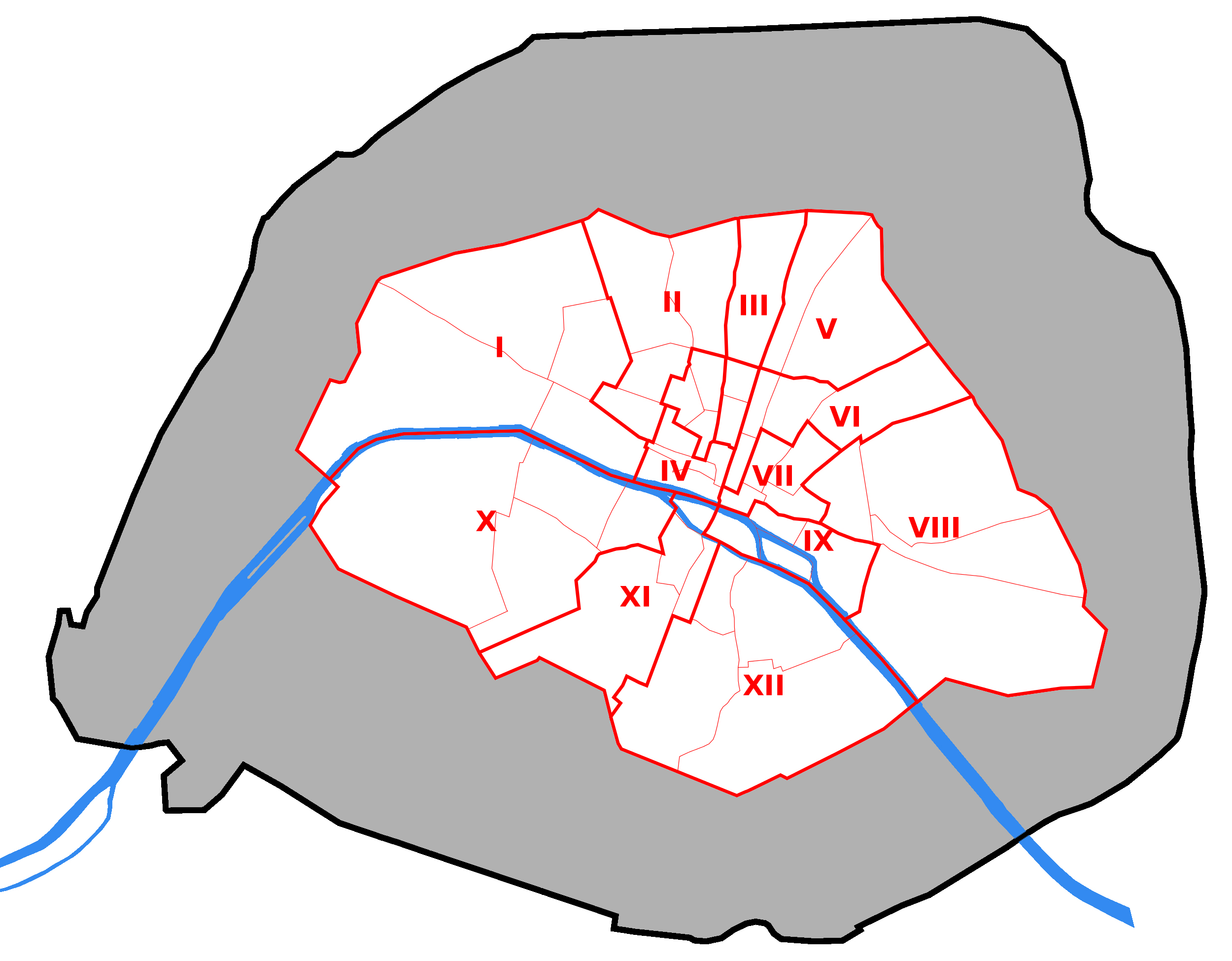
Schema degli antichi arrondissement parigini

Parigi fu divisa per la prima volta in dodici arrondissement l'11 ottobre 1795 e questa divisione durò fino al 1860, data in cui l'assorbimento dei sobborghi da parte della città rese necessaria una revisione dei confini sul territorio.
Esistevano nove arrondissement sulla riva destra della Senna e tre sulla sinistra, numerati più o meno in ordine crescente da ovest a est e da nord a sud. La loro grandezza era molto variabile e le loro forme molto meno regolari di quelle degli arrondissement attuali.
Ognuno di essi era diviso in quattro quartieri, eredità delle sezioni rivoluzionarie create nel 1790.

### Dopo il 1860
Il 1º gennaio 1860, in applicazione della legge del 16 giugno 1859, i sobborghi di Parigi situati oltre l'antico confine della città furono annessi a questa e ciò portò ad una radicale revisione dei confini degli arrondissement urbani; ne furono creati venti con confini del tutto nuovi e fu istituita la numerazione a spirale.
Furono annessi i comuni di (fra parentesi il numero di arrondissement e gli eventuali comuni che li hanno sostituiti):
- Totalmente assorbiti da Parigi:
  - Belleville (XX)
  - Grenelle (XV)
  - Vaugirard (XV)
  - La Villette (XIX)
- Divisi fra Parigi e altri comuni:
  - Auteuil (XVI, Boulogne)
  - Les Batignolles-Monceau (XVII, Clichy)
  - Bercy (XII, Charenton)
  - La Chapelle-Saint-Denis (XVIII, Aubervilliers, Saint-Denis, Saint-Ouen)
  - Charonne (XX, Bagnolet, Montreuil)
  - Montmartre (XVIII, Saint-Ouen)
  - Passy (XVI, Boulogne)
- Parzialmente annessi:
  - Aubervilliers (XIX)
  - Bagnolet (XX)
  - Gentilly (quartieri di Glacière, XIV e di Maison-Blanche, XIII)
  - Issy (quartiere di Javel, XV)
  - Ivry (XIII)
  - Montrouge (quartiere del Petit-Montrouge, XIV)
  - Neuilly (quartiere delle Ternes, XVII)
  - Pantin (XIX)
  - Le Pré-Saint-Gervais (XX)
  - Saint-Mandé (quartieri del Bel-Air e di Picpus, XII)
  - Saint-Ouen (XVIII)
  - Vanves (XIV)

## Quartieri
Ogni arrondissement è suddiviso amministrativamente in quattro quartieri, che corrispondono in generale ai quarti nord-ovest, nord-est, sud-ovest e sud-est dell'arrondissement.
Tra i quartieri riconosciuti dal comune vi sono:
- Palais-Royal
- Halles
- Faubourg-Montmartre
- Champs-Élysées
- Arsenal
- Invalides
- La Villette
- Saint-Germain-des-Prés
- Porte-Saint-Denis
- Montparnasse
- Saint-Germain-l'Auxerrois